# Accademia russa di musica Gnesin
L'Accademia russa di musica Gnesin (RAM, in russo Российская академия музыки (РАМ) имени Гнесиных?, Rossijskaja akademija muzyki (RAM) imeni Gnesinych) è un ente di istruzione accademica musicale russo situato a Mosca.
È intitolata alle fondatrici, le sorelle Evgenija, Marija ed Elena Gnesina.

## Struttura
- Facoltà di pianoforte
- Facoltà di orchestra
- Facoltà di strumenti popolari
- Facoltà di arte popolare
- Facoltà storico-teorico-compositoria
- Facoltà di canto
- Facoltà di direzione d'orchestra
- Facoltà di produzione
- Facoltà di varietà